# Camouflet de Bakar
Le Camouflet de Bakar (en italien: Beffa di Buccari), ou raid de Bakar, était un raid de la marine royale italienne (Regia Marina) dans la dernière année de la Première Guerre mondiale. 
Ce raid s'est produit dans la nuit du 10 au 11 février 1918, mené par des vedettes torpilleurs MAS (Motoscafo armato silurante) de la Regia Marina contre des navires austro-hongrois dans la baie de Buccari (aujourd'hui en Croatie sous le nom de Bakar).
Après le raid victorieux sur Trieste en décembre 1917, au cours duquel les MAS 9 et 13, dirigés respectivement par Luigi Rizzo et Andrea Ferrarini, avaient coulé le cuirassé austro-hongrois Wien, il fut décidé de forcer la baie de Buccari où plusieurs unités navales ennemies étaient stationnées.
Bien qu'il s'agisse d'un épisode d'une grande insignifiance militaire quant à ses conséquences, c'était une entreprise particulièrement audacieuse et son écho a néanmoins eu pour effet de remonter le moral des Italiens, qui avait été mis à rude épreuve par la grave défaite à Caporetto quelques mois auparavant.

## Contexte
Pendant la Première Guerre mondiale, l'Italie s'est alliée à la France et à la Grande-Bretagne contre les puissances centrales, l'Autriche-Hongrie et l'Allemagne. La campagne terrestre de l'Italie contre l'armée autrichienne était dans l'impasse depuis deux ans et demi, avec peu de mouvement, mais au prix d'énormes pertes. En mer, l'égalité avec la marine austro-hongroise (en allemand: kaiserliche und königliche Kriegsmarine parfois raccourci en k.u.k. Kriegsmarine) dans les capital ships avait conduit à une impasse, aucune des deux parties ne souhaitant risquer sa perte; ainsi, la guerre en mer dans l'Adriatique était un concours de petits navires, de raids et de patrouilles, d'actions soudaines de nuit et de pertes de mines et de sous-marins. Dans cette arène, la marine italienne avait développé une force de commando de torpilleurs rapides, le MAS (Motoscafo armato silurante), qui attirait les hommes à l'esprit flibustier.
En novembre 1917, l'impasse fut renversée par une offensive autrichienne, soutenue par les forces allemandes mises à disposition par l'effondrement du front russe. Lors de la bataille de Caporetto, l'armée italienne fut défaite et en trois semaines, le front fut repoussé de 80 km, à une distance de frappe de Venise.

## Action
Le raid de Bakar a été conçu par les Italiens comme une attaque contre les navires autrichiens dans le port de Buccari (aujourd'hui Bakar, en Croatie), un port situé dans une baie fermée (la baie de Bakar) près de Rijeka, à l'entrée du baie de Kvarner. Comme il se trouvait à 80 km dans une voie d'eau abritée, on a pensé qu'il était impossible de l'attaquer. Le raid était donc destiné à être une agression psychologique, mais aussi physique.
L'opération était dirigée par le capitaine de frégate (Capitano di Fregata) Costanzo Ciano, et comprenait trois bateaux MAS, les 94, 95 et 96, avec un équipage total de 30 hommes. L'un des bateaux, le MAS 96, était commandé par le lieutenant de vaisseau (tenente di vascello) Luigi Rizzo, qui a ensuite mené l'attaque du cuirassé SMS Szent István au large de Premuda. Le poète Gabriele D'Annunzio se trouvait également à bord.
Le 10 février 1918, les trois bateaux du MAS, remorqués par des torpilleurs pour économiser le carburant et escortés par deux destroyers et un éclaireur, quittent leur base et à 22 heures, et après 14 heures de navigation, entrent dans le canal de Farasina, la voie navigable entre l'Istrie et l'île de Cherso (aujourd'hui Cres).
Quelques heures plus tard, après avoir évité les patrouilles autrichiennes et les batteries à terre de Porto Re (aujourd'hui Kraljevica), la flottille est arrivée à l'extérieur de la baie. Les bateaux MAS ont lâché leurs remorques et sont entrés, alors que leur escorte se retirait. A environ un mille de la cible, les MAS ont passé de leurs moteurs à essence à leurs moteurs électriques silencieux pour l'approche finale et, alors qu'ils se rapprochaient de leurs cibles, les trois MAS ont tiré leurs torpilles, soit six au total. Cependant, leur audace n'a pas été récompensée, et les torpilles n'ont pas touché leur cible ; cinq se sont empêtrées dans des filets, ou n'ont pas explosé, tandis que la sixième a explosé de manière inoffensive, endommageant légèrement un cargo et déclenchant l'alarme.
Malgré l'alerte, les bateaux MAS ont pu s'échapper et, en descendant le chenal, ont regagné la haute mer où ils ont retrouvé leur escorte.

## Conséquences
Malgré l'absence de succès matériel, le raid a considérablement remonté le moral des Italiens, ainsi qu'un coup psychologique pour les Autrichiens. En cela, il ressemble au raid de Doolittle sur Tokyo pendant la Seconde Guerre mondiale, et préfigure le vol au-dessus de Vienne, le raid aérien de D'Annunzio sur la capitale autrichienne. 
Le Camouflet de Bakar a été célébré dans plusieurs livrets à l'époque et a été fortement publicisé par D'Annunzio, qui en a compris la valeur de propagande.
Féru de culture latine, d'Annunzio décréta que l'acronyme M.A.S. (à l'origine une simple dénomination d'inventaire naval désignant le chantier constructeur) devait désormais se comprendre comme Memento Audere Semper (« Souviens-toi d'Oser Toujours ») , qui devint la devise des unités navales spéciales italiennes, et notamment des nageurs de combat.